# Таурас (Каунас)
Футбольний клуб «Таурас» Каунас (лит. Futbolo klubas Kauno Tauras) — колишній литовський футбольний клуб з Каунаса, що існував у 1928—1944 роках.

## Історія
Клуб заснований у 1928 році як фарм-клуб «ЛФЛС». У 1944 році внаслідок радянської окупації балтійських країн припинив існування в якості чемпіона незавершеного чемпіонату Литви.

## Досягнення
- А-ліга
  - Чемпіон (2): 1943, 1944[1].